# Tony Adams (futbolista)
Tony Alexander Adams (Romford, Havering, Londres, 10 de octubre de 1966)  es un exentrenador y exfutbolista británico. Jugó en el Arsenal y en la selección inglesa, siendo capitán de ambos equipos. Conocido como Mr. Arsenal, pasó toda su carrera de 19 años como defensa central, disputando 672 partidos y ganando cuatro ligas inglesas. Está considerado uno de los mejores jugadores de la historia del Arsenal,  y también figura entre las 100 leyendas de la Football League.
Con el Arsenal ganó cuatro títulos de división de honor, siendo el único capitán de un equipo campeón en tres décadas distintas, tres FA Cups, dos Copas de la Liga, una Recopa de Europa de la UEFA y dos FA Community Shields. Adams es una de las seis personas a las que se rinde homenaje con una estatua en el exterior del Emirates Stadium, sede del Arsenal. Fue 66 veces internacional con Inglaterra entre 1987 y 2000, y disputó cuatro grandes torneos.
Al término de su carrera como futbolista, Adams se dedicó a la dirección deportiva y dirigió al Wycombe Wanderers, al Portsmouth, al Gabala de Azerbaiyán y al Granada de España.
Desde el principio de su carrera, Adams fue alcohólico fuera del campo y, tras estrellar su coche, fue condenado a cuatro meses de cárcel por conducir con una tasa de alcoholemia cuatro veces superior a la permitida. A partir de 1996 se recuperó por completo y se dedicó a ayudar a deportistas adictos al alcohol, las drogas o el juego, fundando la Sporting Chance Clinic.

## Primeros años
Nacido en Romford, Adams creció en Dagenham y fue alumno de la escuela primaria Hunters Hall de 1971 a 1978 y de la escuela Eastbrook Comprehensive de 1978 a 1983. Su primo es el también futbolista profesional Steve MacKenzie.

## Carrera como futbolista
Tras haber sido hincha del Arsenal en su niñez, Tony Adams recaló en los equipos inferiores de los gunners en 1980. Debutó con el primer equipo el 5 de noviembre de 1983, con 17 años, contra el Sunderland A.F.C.. Junto con Lee Dixon, Nigel Winterburn y Steve Bould, Adams formó parte de los "famous four" ("los cuatro famosos"), alineados en la defensa del Arsenal, la cual, bajo la batuta de George Graham, ejerció con gran éxito y disciplina la trampa del fuera de juego. El 1 de enero de 1988 llegó a ser el capitán más joven de la historia del club, a la edad de 21 años; mantendría la capitanía del equipo durante 14 años. 
Con una gran defensa, el Arsenal ganó la Copa de la Liga en la temporada 1986-87, a la que siguieron los títulos de liga de la First Division (la más alta categoría dentro de la organización futbolística inglesa entonces, hasta 1992, año en que se crea la FA Premier League) de las temporadas 1988-89 y 1990-91. En la temporada 92/93 el Arsenal ganó la Premier League y la FA Cup, y Adams se convirtió en el primer capitán del club que consigue llevar a su equipo al doblete de liga y copa inglesas, consiguiendo en la temporada siguiente la Recopa de Europa (competición extinta desde 1999, hoy los ganadores de la copa de cada país quedan encuadrados en la Copa de la UEFA).
Por entonces, Adams ya había hecho aparición en la escena internacional con su selección. Debutó con los pross (así se conoce a la selección nacional de fútbol de Inglaterra) contra la selección nacional de fútbol de España en 1987, y jugó la Eurocopa de 1988. La carrera internacional de Adams sufrió dos duros reveses tras haber debutado de forma prometedora; fue sorprendentemente descartado para el Mundial de Italia 1990 por el entonces seleccionador Bobby Robson, y se perdió la Eurocopa de 1992 debido a una lesión. Sin embargo, mantuvo regularmente una plaza en la defensa, y después de la retirada de Gary Lineker en 1992, Adams compartió la capitanía de Inglaterra con David Platt, aunque finalmente logró la capitanía de forma exclusiva antes de la Eurocopa de 1996, cuando la participación de David Platt en la misma estaba en el aire. Inglaterra alcanzó las semifinales del torneo, que se jugaba en su país, pero fue eliminada por Alemania en la tanda de penaltis. Alemania se convertiría en la campeona del torneo tras ganar la final a la República Checa por 2-1.
No obstante, al mismo tiempo que su carrera acumulaba importantes logros, su vida se marchitaba debido a problemas con el alcohol. Se vio frecuentemente envuelto en peleas en clubs nocturnos y fue multado en numerosas ocasiones por conducir en estado ebrio, hasta que en 1990 cumplió tres meses de prisión tras haber sido sorprendido en una de ellas. Tras la Euro 96, Adams reconoció ser un alcohólico, y tras recibir tratamiento, buscó reinventarse a sí mismo y encontrar su lado más sensible, regresó a la educación e intentó aprender a tocar el piano. Su batalla con el alcohol está ampliamente detallada en su autobiografía, "Addicted" ("Adicto"), que fue lanzada en mayo de 1998, recibiendo una gran crítica.
Su rehabilitación se vio impulsada por la llegada de Arsène Wenger al Arsenal, en septiembre de 1996, para ocupar el cargo de mánager general, quien reformó los regímenes dietéticos y el estilo de vida de los jugadores del club. Wenger apoyó a Adams personalmente en su problema con el alcohol, y las mejoras en el régimen probablemente contribuyeron a alargar durante muchos años la carrera de Adams. El jugador recompensó generosamente al mánager por su comprensión, capitaneando al club a dos dobletes, Premiership y FA Cup, en las temporadas 97/98 y 01/02; Tony Adams es el único jugador en la historia del fútbol inglés que ha capitaneado un equipo campeón de liga en tres décadas diferentes.
Mientras tanto, el seleccionador inglés, Glenn Hoddle había dado el brazalete de capitán a Alan Shearer en 1996, una decisión que sorprendió y encolerizó a Adams y que dejó a muchos aficionados ingleses perplejos. De todas formas, Adams continuó jugando con el combinado nacional inglés, participando en la fase final de Francia 1998, y sufriendo el lamentable papel de su equipo en la fase final de la Eurocopa de los Países Bajos y Bélgica, en el año 2000, en la que los pross no pudieron pasar del grupo de primera fase. Con la retirada de Shearer del fútbol internacional tras el torneo, Adams recuperó la capitanía. Sin embargo, a los pocos meses, Inglaterra perdió un partido de clasificación para el mundial de Corea y Japón contra Alemania, en Wembley, el que sería el último partido en el mítico estadio antes de ser derruido para hacer un estadio mucho más moderno, y que significaba la internacionalidad nº60 para Adams. Con Sven-Göran Eriksson finalmente cogiendo el timón y bajo la creciente presión por su puesto del emergente Rio Ferdinand, que cada vez lo hacía mejor, Adams dejó la selección inglesa antes de que Eriksson diese su primera lista.
Tras su segundo doblete en 2002, Adams se retiró del fútbol profesional, siendo su último partido la victoria en la final de la FA Cup. Jugó 688 partidos con el Arsenal (sólo superado en este apartado por David O'Leary) y fue el capitán más laureado en la historia del club. Ningún jugador del Arsenal vistió la camiseta con el número 6 desde que Adams se retiró, hasta que Phillipe Senderos ocupó dicho dorsal. Adams es apodado "Mr. Arsenal". En mayo del 2002 fue homenajeado por el Arsenal en un partido contra el Celtic de Glasgow. Jugaron muchas leyendas del Arsenal, incluyendo a Ian Wright, John Lukic y los socios incondicionales de Adams en la zaga de los gunners: Lee Dixon, Nigel Winterburn y Steve Bould. El partido finalizó con empate a uno, con Lee Dixon, en su último partido con los gunners, consiguiendo el gol de su equipo.
En 2004, Adams entró a formar parte del Hall of Fame del fútbol inglés, en reconocimiento a su gran carrera.

## Estilo de juego
Descrito como un «stopper» (o man–marking defender) por Tom Sheen, de The Guardian, en 2014, Adams jugaba como defensa central. Defensa alto, valiente, robusto, físico y comprometido, sus principales rasgos eran su liderazgo, su habilidad aérea y su capacidad para leer el juego y calcular sus entradas. Aunque al principio no se le conocía como el jugador más dotado técnicamente con el balón, desarrolló este aspecto de su juego con Wenger, y más tarde destacó como central con balón, en el que se hizo famoso por su habilidad para sacar el balón desde atrás, así como por su afición a emprender carreras individuales. Sin embargo, también era conocido por su falta de velocidad.

## Carrera como directivo y entrenador
Tras comenzar una licenciatura de ciencias deportivas en la Universidad de Brunel, Adams llegó a ser el mánager del Wycombe Wanderers en 2003. Dimitió en noviembre de 2004, alegando motivos personales.
El 7 de julio de 2005, Adams aceptó un puesto de ayudante del entrenador en el Feyenoord holandés con especial responsabilidad para un equipo júnior. Más tarde, Adams fue cedido por un corto periodo de tiempo al FC Utrecht como ayudante del entrenador del primer equipo, desde el 15 de enero al 2 de febrero de 2006.
El 28 de junio de 2006, Adams fue contratado por el Portsmouth FC como mánager asistente, al dejar vacante el puesto Kevin Bond.
En 2010, Adams fue contratado por el FK Qäbälä como entrenador.
En abril de 2017, Adams fue contratado por el Granada CF como entrenador en sustitución de Lucas Alcaraz. No consigue evitar el descenso del equipo granadino a la Segunda División.

## Fuera del fútbol
Adams se casó con Jane Shea en 1992, después de conocerse en un club nocturno de Islington; la pareja tuvo dos hijos juntos, un niño y una niña. Se divorciaron en 1997 debido al abuso de sustancias por parte de la pareja. Tras recuperarse del alcoholismo, Adams se casó en 2004 con Poppy Teacher, con la que tuvo tres hijos. Poppy es descendiente en quinta generación del fundador de la firma de whisky William Teacher.
En septiembre de 2000, a raíz de sus propias experiencias con el alcoholismo y la drogadicción, Adams fundó la Sporting Chance Clinic, una fundación benéfica destinada a proporcionar tratamiento, asesoramiento y apoyo a deportistas que sufren adicción al alcohol, las drogas o el juego. La clínica sigue el modelo del centro de rehabilitación de toxicómanos Crossroads Centre, fundado por el músico Eric Clapton. La organización benéfica registrada cuenta con el apoyo de Elton John, Kate Hoey, Lee Dixon, Tony Smith, Tony McCoy y Kelly Holmes. El partido testimonial de Adams en el Arsenal, en mayo de 2002, también recaudó 500.000 libras para la fundación.
Durante la pandemia de COVID-19, Adams fundó Six Mental Health Solutions (SIX MHS), una organización que presta servicios de salud mental y adicciones a empleados de diversas empresas asociadas. Desde entonces, SIX MHS ha establecido asociaciones con varias organizaciones, entre ellas la empresa de materiales de construcción Jewson en 2021, y la Asociación de Escritores de Fútbol en 2024. También es patrono de la National Association for Children of Alcoholics (NACOA UK), The Forward Trust, School-Home Support (SHS), y Saving Faces, una fundación de investigación sobre cirugía facial.
En diciembre de 2018, Adams fue nombrado 29º presidente de la Rugby Football League, en sustitución del político Andy Burnham; le sucedió en el cargo honorífico la locutora Clare Balding un año después. Adams también participó en la vigésima temporada de Strictly Come Dancing en 2022. Tras formar pareja con la bailarina profesional Katya Jones, quedaron en noveno puesto después de que Adams se viera obligado a retirarse debido a una lesión durante la octava semana de competencia.

## Palmarés

### Títulos nacionales
| Título            | Equipo     | País       | Año     |
| ----------------- | ---------- | ---------- | ------- |
| Copa de la Liga   | Arsenal FC | Inglaterra | 1986-87 |
| FL First Division | Arsenal FC | Inglaterra | 1988-89 |
| FL First Division | Arsenal FC | Inglaterra | 1990-91 |
| Charity Shield    | Arsenal FC | Inglaterra | 1991    |
| Copa de la Liga   | Arsenal FC | Inglaterra | 1992-93 |
| FA Cup            | Arsenal FC | Inglaterra | 1992-93 |
| Premier League    | Arsenal FC | Inglaterra | 1997-98 |
| FA Cup            | Arsenal FC | Inglaterra | 1997-98 |
| Charity Shield    | Arsenal FC | Inglaterra | 1998    |
| Premier League    | Arsenal FC | Inglaterra | 2001-02 |
| FA Cup            | Arsenal FC | Inglaterra | 2001-02 |

### Títulos internacionales
| Título                      | Club       | País       | Año     |
| --------------------------- | ---------- | ---------- | ------- |
| Recopa de Europa de la UEFA | Arsenal FC | Inglaterra | 1993-94 |

## Como entrenador
| Club                   | País       | Año         | P   | PG | PE | PP | % ren  |
| ---------------------- | ---------- | ----------- | --- | -- | -- | -- | ------ |
| Wycombe Wanderers F.C. | Inglaterra | 2003 - 2004 | 53  | 12 | 21 | 20 | 35.85% |
| Portsmouth FC          | Inglaterra | 2008 - 2009 | 22  | 4  | 7  | 11 | 28.79% |
| FK Qäbälä              | Azerbaiyán | 2010 -2011  | 44  | 17 | 15 | 12 | 50%    |
| Granada CF             | España     | 2017        | 7   | 0  | 0  | 7  | 0%     |
| Total                  | Total      | Total       | 126 | 33 | 43 | 50 | 37.57% |

## Publicaciones
- Adams, Tony; Ridley, Ian (1999). Addicted (en inglés). London: CollinsWillow. ISBN 978-0002187954.
- —————; ————— (2017). Sober: Football. My Story. My Life (en inglés). London: Simon & Schuster. ISBN 978-1-4711-5674-8.